# Nina Georgijewna Romanowa

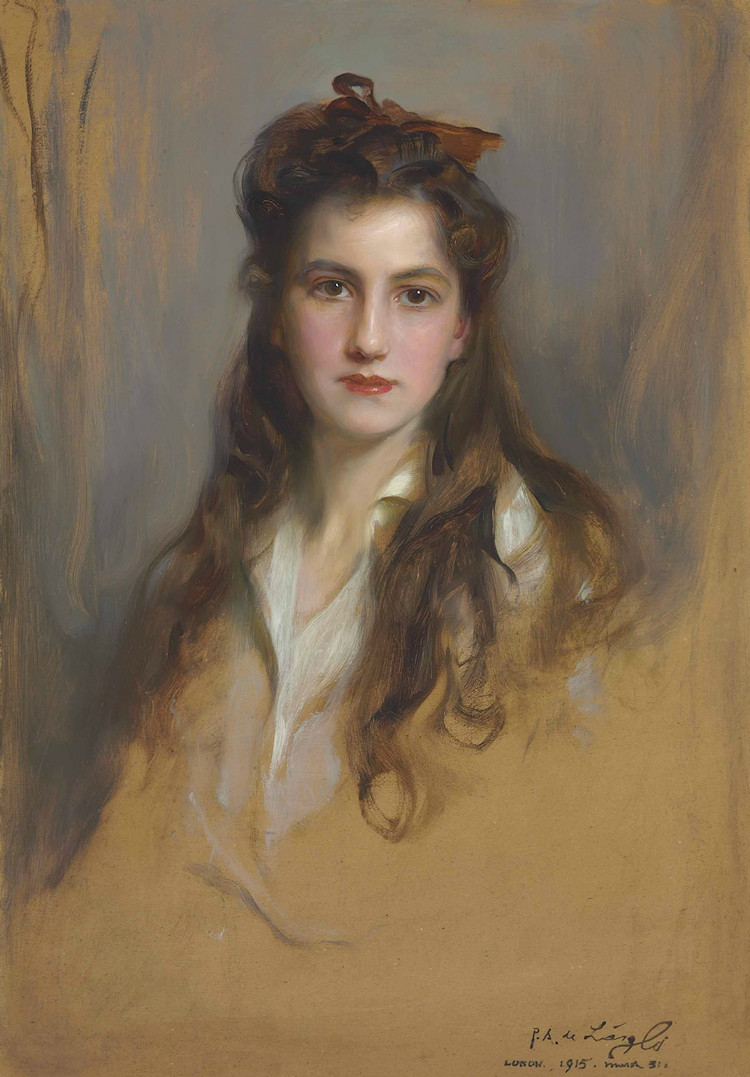
Nina Georgijewna Romanowa, von Philip Alexius de László, 1915

Nina Georgijewna Romanowa (russisch Нина Георгиевна Романова; * 7. Junijul./ 20. Junigreg.1901 im Michailowski-Palast in Sankt Petersburg; † 27. Februar 1974 in Wellfleet, Massachusetts) war ein Mitglied des Hauses Romanow-Holstein-Gottorp.

## Leben

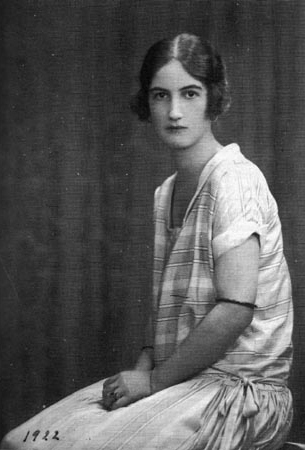
Nina Georgijewna Romanowa (1922)

### Kindheit und Jugend
Nina war die erste von zwei Töchtern des Großfürsten Georgi Michailowitsch Romanow (1863–1919) und seiner Frau Prinzessin Maria von Griechenland und Dänemark (1876–1940). Väterlicherseits war sie Enkelin des Großfürsten Michail Nikolajewitsch Romanow, dem jüngsten Sohn Zar Nikolaus I. von Russland, und der Prinzessin Cäcilie von Baden. König Georg I. von Griechenland und Großfürstin Olga Konstantinowna Romanowa waren ihre Großeltern mütterlicherseits. Ihre Schwester Xenija Georgijewna kam am 22. August 1903 zur Welt.
Nina und ihre Schwester verbrachten die ersten Lebensjahre im Michail-Palast in Sankt Petersburg, der Residenz des Großvaters Michail Nikolajewitsch Romanow. Im Jahre 1905 zog die Familie in einen neugerichteten kleineren Palast auf der Krim. Der im englischen Stil gebaute Palast erhielt den griechischen Namen „Harax“. Die Familie führte ein sehr ruhiges Leben. Manchmal, wenn Nina und Xenija in Sankt Petersburg waren, spielten sie mit den Großfürstinnen Maria und Anastasia, den jüngsten Töchtern von Zar Nikolaus II.
Die Ehe von Ninas Eltern galt als unglücklich. Georgi war ein hingebungsvoller Vater und die beiden Töchter hatten ein inniges Verhältnis zu ihm. Maria hingegen wurde in Russland nie ganz heimisch und hielt sich lieber im Ausland auf, etwa in Griechenland und Großbritannien. Mit der Zeit entfremdete sich das Paar immer mehr voneinander. 1914 reiste Maria mit ihren Kindern nach Großbritannien, unter dem Vorwand deren Gesundheit zugute. In Wahrheit wollte sie von ihrem Ehemann wegkommen. Als im selben Jahr der Erste Weltkrieg ausbrach, wollte sie nicht nach Russland zurückkehren. Stattdessen blieb sie mit Nina und Xenija in Großbritannien. Ninas Vater, der als General in der russischen Armee diente, blieb in Russland. Sie litt unter der Trennung vom Vater und sollte ihn schließlich nie wieder sehen.
Nina und ihre Familie zogen nach Harrogate, in der Grafschaft North Yorkshire. Während sie sicher in Großbritannien lebten, brach in Russland die Revolution aus. Nach der Oktoberrevolution wurde das Vermögen der Romanows beschlagnahmt und Georgi wurde mit drei weiteren Familienmitgliedern von den Bolschewiki am 30. Januar 1919 in der Petersburger Peter-und-Paul-Festung erschossen. Nina machte Maria später Vorwürfe, dass sie ihren Vater nicht wiedersehen konnte.

### Heirat und Leben als Erwachsene
Am 3. September 1922 heiratete Nina in London Prinz Paul (georg.: Pawle) Alexandrowitsch Tschawtschawadse (1899–1971). Er entstammte der Adelsfamilie Tschawtschawadse aus der Region Kachetien in Georgien. Außerdem war er Nachfahre des letzten georgischen König Georg XII. Nina hatte ihn bereits als Siebenjährige auf einer Feier in der britischen Botschaft in Rom kennengelernt. Auch Pauls Familie hatte während der Revolution viele Besitztümer verloren. Sein Vater war von den Bolschewiki ermordet worden. Am 20. Mai 1924 wurde ihr einziges Kind, David (georg.: Dawit) Tschawtschawadse († 5. Oktober 2014) geboren.
Im Jahr 1927 zog die kleine Familie in die Vereinigten Staaten und ließ sich in New York nieder. 1939 siedelten sie nach Wellfleet, Massachusetts über. Nina arbeitete als Künstlerin, ihr Ehemann betätigte sich als Autor und Übersetzer. Er schrieb mehrere Bücher und übersetzte Werke ins Englische. Ihr Sohn wurde durch seine guten Russischkenntnisse CIA-Offizier in der Sowjetunion. Nach seiner Pensionierung spezialisierte er sich auf den russischen Adel und schrieb Bücher zu diesem Thema. Ninas Ehemann starb 1971. Sie starb am 27. Februar 1974 im Alter von 72 Jahren.